# Sedimentär-exhalative Lagerstätten

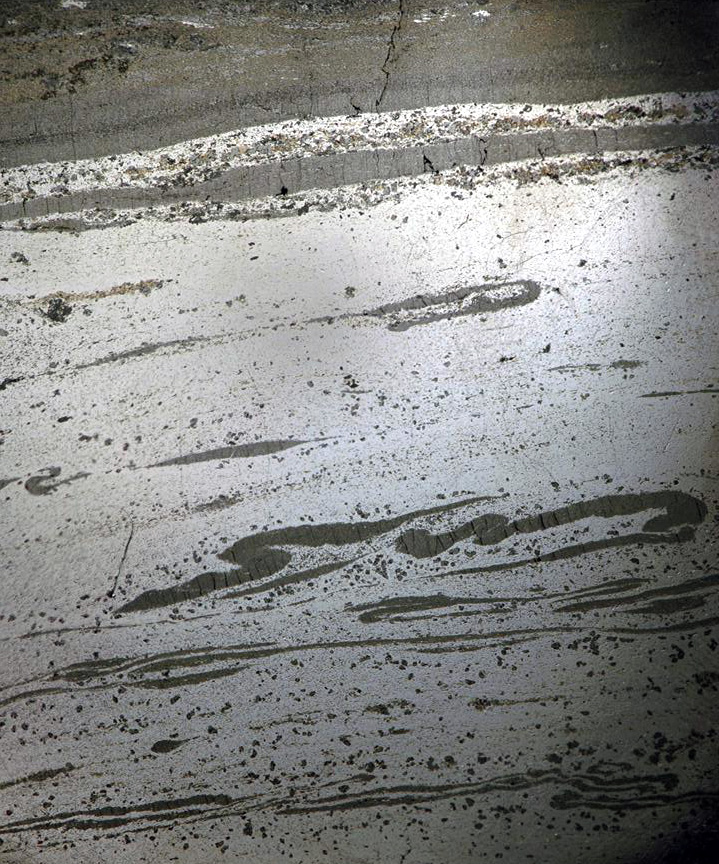
Gebändertes massives Sulfiderz aus der SEDEX-Lagerstätte Sullivan (Bildbreite ~3,9 cm).

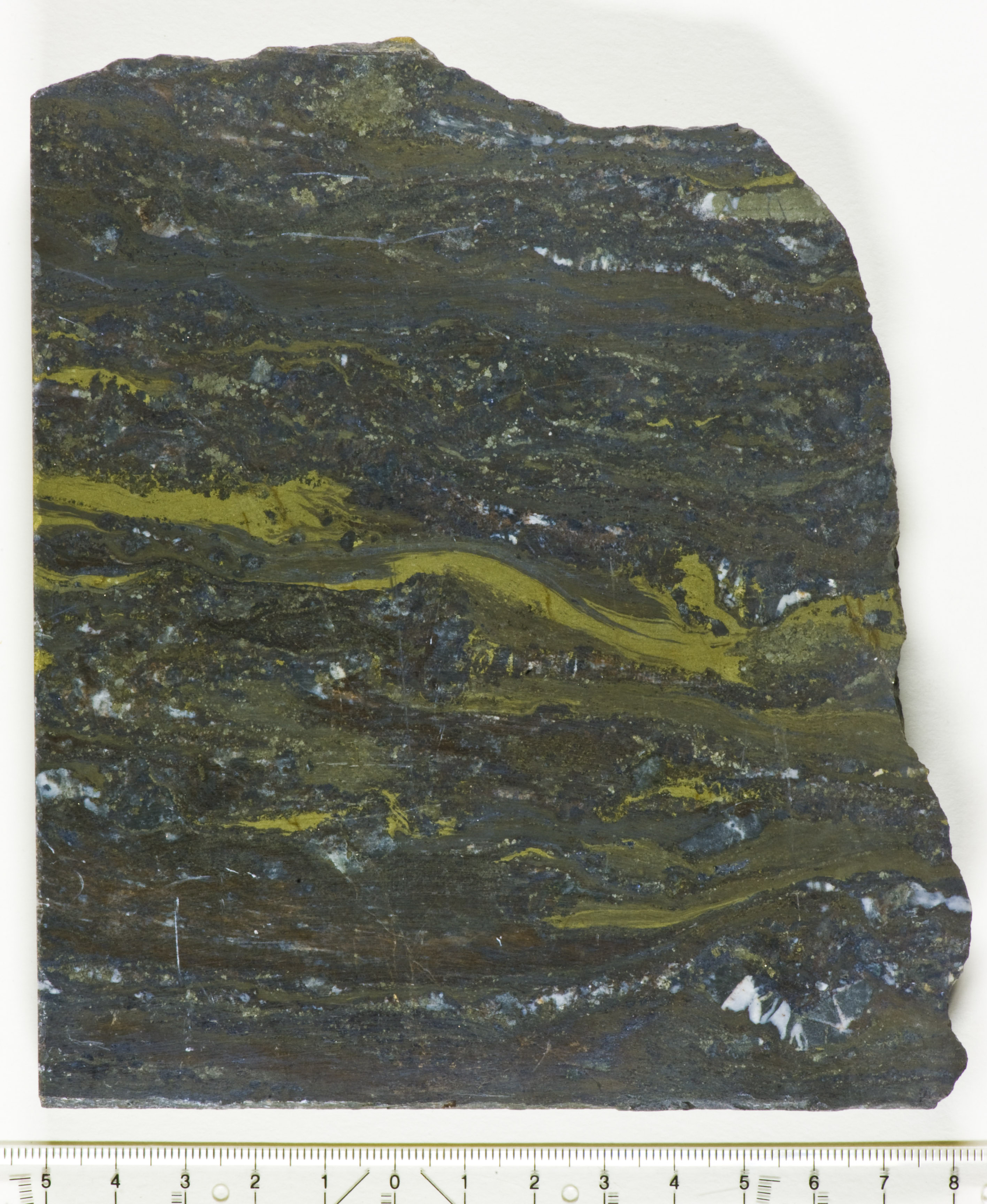
Melierterz mit Kupferkies, Bleiglanz, Zinkblende und Pyrit von der SEDEX-Lagerstätte Rammelsberg, Harz

Bei sedimentär-exhalativen (abgekürzt: SEDEX-) Lagerstätten handelt es sich um Zink-Blei-Silber-
-(±Barium)-Erzlagerstätten, die, nach der ursprünglichen Interpretation, durch den Austritt von nicht magmatischen, heißen, metallhaltigen Becken-Fluiden auf dem Meeresgrund gebildet werden, was zur Ausfällung von hauptsächlich schichtförmigen Erzkörpern führt, häufig mit dünner Bänderung von Sulfidmineralien, welche mit marinen Sedimenten wechselgelagert sind; häufig bestehen die Erzkörper mehrheitlich aus Sulfidmineralien, weswegen sie auch als Massiv-Sulfidlagerstätten bezeichnet werden.
Neben dem Begriff SEDEX, welcher ursprünglich ein bestimmtes genetisches Entstehungsmodell zur Grundlage hatte, welches nicht auf alle heute so klassifizierten Lagerstätten zutrifft, sind heute weitere eher deskriptive Begriffe wie z. B. SHMS oder Clastic-dominated (CD) gebräuchlich, die synonym verwendet werden.

## Vorkommen
SEDEX-Lagerstätten treten größtenteils in klastischen Gesteinen auf, die in proterozoischen und phanerozoischen intrakontinentalen Riftbecken und passiven Kontinentalrändern abgelagert wurden.
Bekannte Beispiele sind unter anderem die Lagerstätten Red Dog in Alaska, McArthur River, Mount Isa in Australien, und Sullivan in British Columbia. Auch das historische Bergwerk Rammelsberg im Harz wird diesem Lagerstättentyp zugerechnet und wurde maßgeblich benutzt um das SEDEX Model zu entwickeln.

## Entstehung
Der Begriff SEDEX, wie er heute verwendet wird, schließt auch Lagerstätten und Lagerstättenteile ein, die sich durch Verdrängung unter dem Meeresboden gebildet haben. Bei dem Begriff ist daher nicht unbedingt zu verstehen, dass die hydrothermale Becken-Fluide tatsächlich in die darüber liegende Wassersäule austreten und es hier zu einer Ausfällung der Erzminerale kommt, dies kann allerdings in einigen Fällen der Fall sein.
Spuren von Blei, Zink, Kupfer und anderen Metallen kommen in allen klastischen und magmatischen Gesteinen vor. Saline Wässer und Solen laugen diese Metalle aus klastischen Sedimentgesteinen in tiefen Teilen des Beckens und dem darunter liegenden Grundgebirge aus. Die Fluide haben ihre Salinität aus der Verdunstung von Meerwasser gewonnen und können mit aus den Sedimenten herausgepresstem Porenwasser gemischt werden. Es wird geschätzt, dass diese metallführenden hydrothermalen Fluide eine Salinität von bis zu 23 % NaCl-Äq. haben können. Die salinen Fluide können in tieferen Teilen des Beckens Temperaturen von mehr als 200 °C erreichen. Solche heißen, leicht sauren, salinen Fluide können erhebliche Mengen an Blei, Zink, Silber und anderen Metallen in Lösung transportieren.
Quelle der Metalle stellen somit hierbei nicht die Magmen dar. Basalte können manchmal in der sedimentären Abfolge des Beckens auftreten und die darunter liegenden Magmakammern eine zusätzliche Energiequelle für die Erhitzung der zirkulierenden Wässer darstellen. Hauptenergiequelle ist jedoch der anomale geothermische Gradient typisch von Riftbecken (auch ohne lokale magmatische Tätigkeit), der eine Fluidmigration in Konvektionszellen hervorruft.
Hauptsächlich mittels dieses thermischen Auftriebs steigen metallführende saline Fluide entlang steiler durchlässiger Zuführkanäle („feeders“) auf, insbesondere bei beckenbegrenzenden Verwerfungen. Hydrothermale Brekzien, Quarz- und Carbonatgängchen und hydrothermale Alteration mit Ankerit-Siderit-Chlorit-Sericit entlang der „feeders“ zeugen von der der Fluidmigration. Die „feeders“ selbst werden bei diesem Prozess nicht unbedingt mineralisiert.
In der Nähe des Meeresbodens, darunter oder darauf, kühlen die aufsteigenden metallhaltigen Fluide ab und können sich mit kaltem, leicht alkalischem, weniger salzhaltigem Meerwasser vermischen, was zur Ausfällung von Metallsulfiden führt. In einem idealen Exhalationsmodell fließen die heißen dichten Solen unter dem weniger dichten Meerwasser in tieferen Bereichen des Meeresbodens, wo sie sich mit dem kühleren Meerwasser vermischen, wodurch die im hydrothermalen Fluid gelösten Metalle und reduzierter Schwefel als Sulfidlagen ausfallen. Wenn die Fluidmischung darunter stattfindet, können die Sulfide permeable Schichten verdrängen und auch die Brekzien entlang des „feeders“ vererzen.
Die Quelle für den reduzierten Schwefel ist im Meerwasser gelöstes Sulfat, welches die hydrothermalen Fluide mitführt. Diese Sulfate können durch eine thermochemische Sulfatreduktion (TSR) und / oder bakterielle Sulfatreduktion (BSR) in der Nähe vom Ort der Sulfidausfällung reduziert werden, oder, alternativ, metallhaltige Fluide, arm an reduziertem Schwefel, können sich mit an H2S angereicherten Fluide mischen und so eine Sulfidfällung auslösen.
Das aktive hydrothermale System am kalifornischen Salton Sea (Kalifornien) gilt als Analogon zu den hydrothermalen Systemen, die SEDEX-Lagerstätten und andere Erzlagerstätten bilden, die durch nicht magmatische, saline, metallführende Beckenfluide verursacht werden. Der Salton Sea liegt an einem Riftbecken an der San Andreas Verwerfung, daher weist die Erdkruste hier einen hohen geothermischen Gradienten auf der die zirkulierenden Wässer erhitzt, welche dadurch die Gesteine auslaugen können. Sowohl Exhalationen an der Oberfläche von metallführenden Fluiden (bis 506 ppm Zn und 95 ppm Pb), als auch Sulfidausfällung in permeablen Schichten bis 1000 m unter der Oberfläche wurde nachgewiesen.

## Vererzung

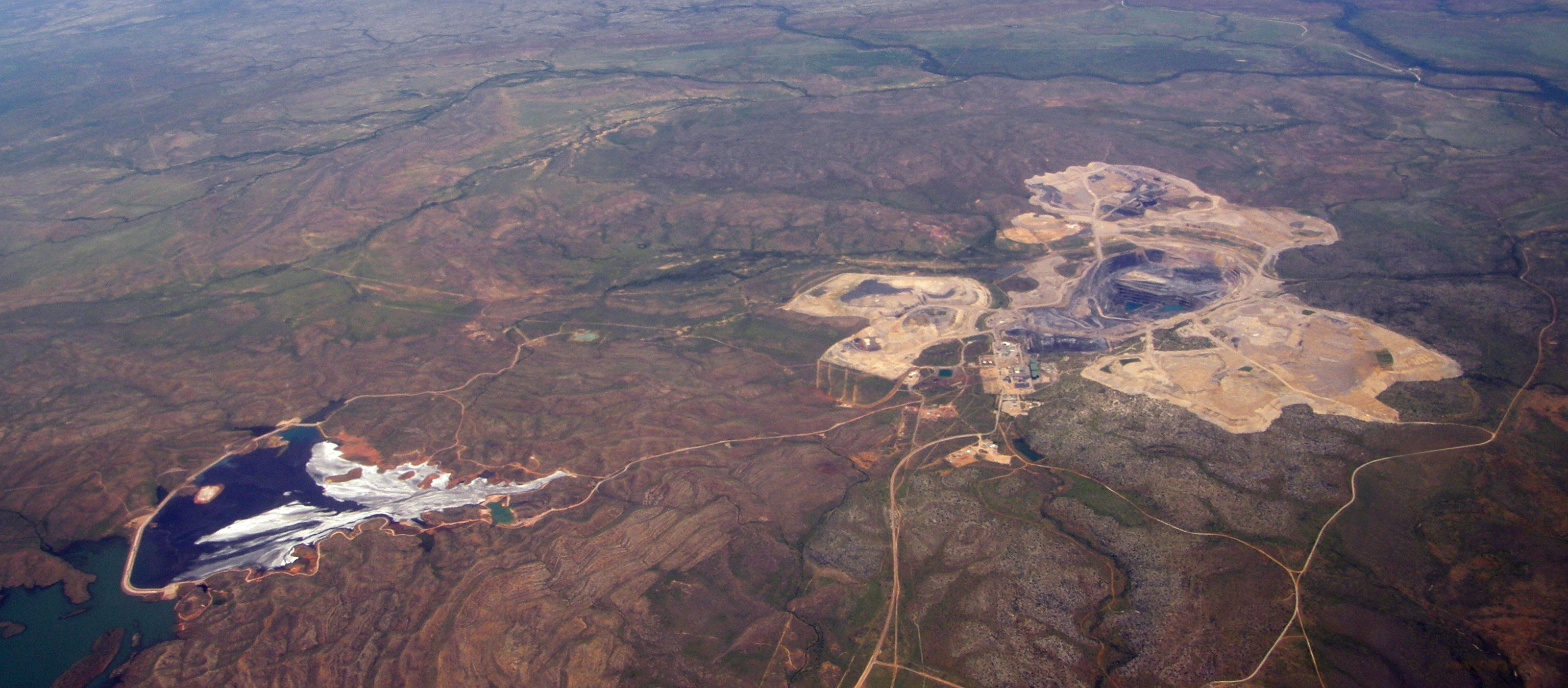
SHMS-Lagerstätte (Century Mine, Queensland, Australien)

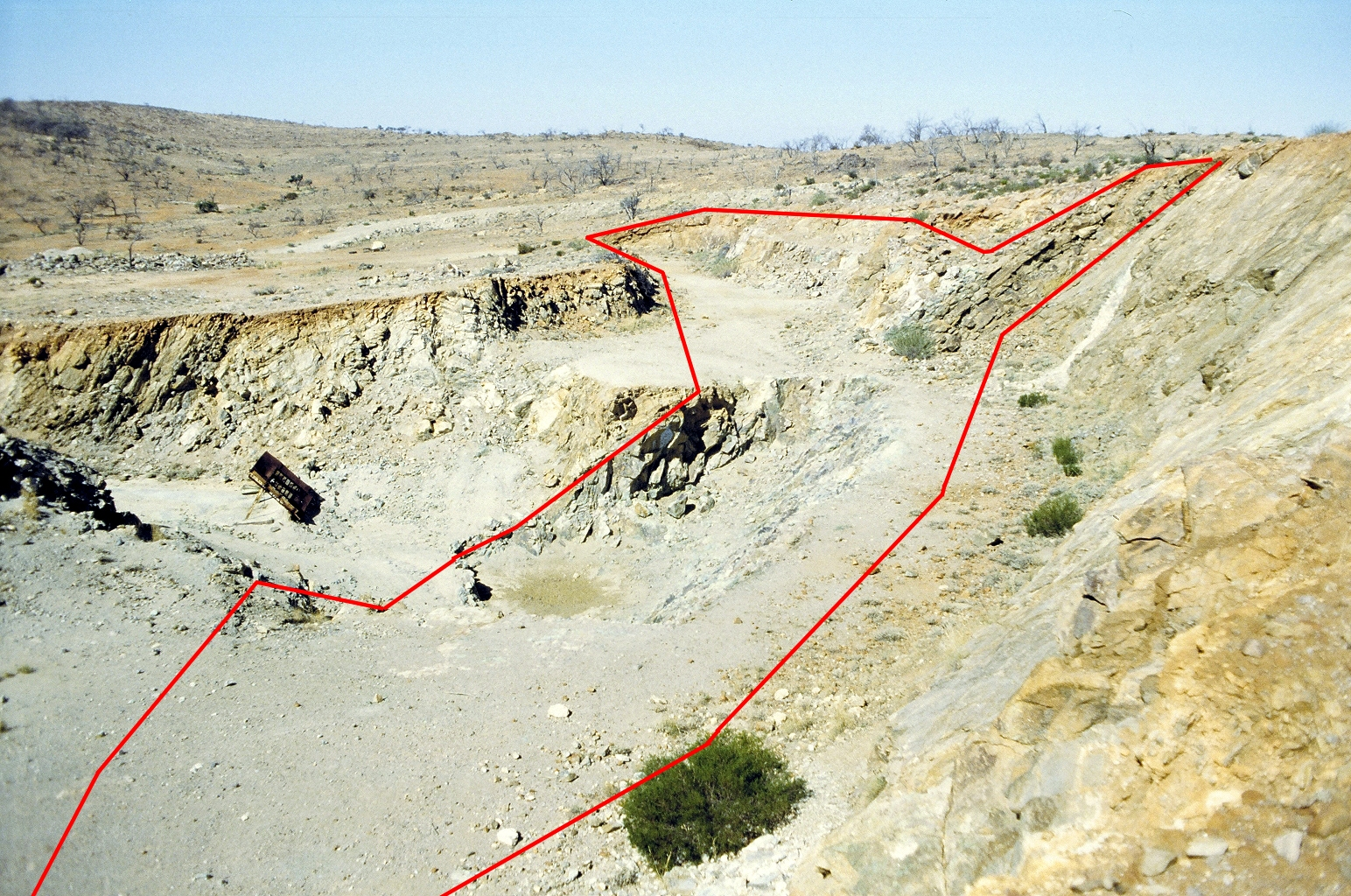
Sedimentär-exhalative Baryt-Magnetit-Kupfer-Gold-Vererzung (Mt. Mulga, South Australia): Der rot markierte Erzkörper überlagert diskordant die älteren Meta-Sedimente links im Bild und formte sich etwa zeitgleich mit den Sedimenten rechts (Abfolge ist überkippt)

Haupterzmineralien in SEDEX-Lagerstätten sind feinkörnige Zinkblende und Bleiglanz; Kupferkies ist in einigen Lagerstätten von Bedeutung; silberhaltige Sulfosalze sind häufige Nebenbestandteile; Pyrit ist immer vorhanden und kann eine Nebenkomponente oder das dominierende Sulfid sein, wie dies der Fall ist wenn massive Sulfidkörper gebildet werden; Baryt ist häufig abwesend, lokal wirtschaftlich abbaubar.
Die konkordant in marine Sedimente eingebetteten Erzkörper sind in der Regel linsen- oder schichtförmig. Das Verhältnis der Mächtigkeit zur seitlichen Ausdehnung beträgt oft eins zu zehn und mehr. Einzelne Massivsulfidlagen sind in der Regel zwischen wenigen Millimetern und einigen Metern mächtig. Beim Wirtsgestein handelt es sich meist um feine Tonsteine oder Tonschiefer und Pelite. Das Nebengestein ist oft reich an organischer Substanz. Gelegentliche Einschaltungen von unreinen Quarziten, Arkosen, und gröberen Konglomeraten treten auch auf. Die Zufuhrkanäle, an denen die mineralisierenden Lösungen austraten, sind nur selten aufgeschlossen, ihre Existenz wird aber vorausgesetzt. Dort wo sie entdeckt werden, weisen sie meist hydrothermale Alterationen und Brekziierung auf. Mit der Entfernung von den „feeders“ nimmt auch der Erzgehalt ab und kann eine charakteristische Metallzonierung auftreten.
Innerhalb tektonisch gestörter Abfolgen entwickeln sich SEDEX-Vererzungen ähnlich wie andere Massivsulfid-Lagerstätten: die Sulfidlinsen stellen oft nachgiebige (inkompetente) Lagen mit geringer Scherfestigkeit innerhalb von starreren Gesteinen dar. Deshalb finden sich viele Beispiele für Boudinage-Strukturen, Gänge und Adern aus Sulfiden, sowie hydrothermal remobilisierte und angereicherte Abschnitte. Metamorph überprägte Sedex-Lagerstätten zeigen eine Zunahme der sonst feine Mineralkorngrösse (bis zu 1 cm in Amphibolit-Fazies). Dies begünstigt eine effizientere Trennung von Erzmineralen und Gangartmineralen in der Erzaufbereitungsanlage.

## Synonyme: „SHMS“/„Clastic-dominated (CD)“ Lagerstätten
Da SEDEX Lagerstätten häufig massive, linsenförmige Sulfidkörper bilden, und um vorschnelle genetische Interpretationen zu vermeiden, werden sie auch als „sediment-hosted massive sulfide (SHMS)“ Lagerstätten bezeichnet im Gegensatz zu „volcanic-hosted massive sulfide (VHMS)“ oder „VMS“ Lagerstätten. Das sedimentäre Erscheinungsbild der dünnen Laminierungen führte zu frühen Interpretationen, dass sich die Ablagerungen ausschließlich oder hauptsächlich durch Exhalationen auf dem Meeresboden bildeten, daher der Begriff SEDEX. Neuere Untersuchungen zahlreicher als SEDEX bekannter Lagerstätten zeigen jedoch, dass Verdrängung von noch nicht lithifizierten Sedimenten unter dem Meeresboden ein wichtiger Prozess ist. Bei einigen Lagerstätten wird dies sogar als der vorherrschende Prozess angenommen, mit nur lokalen, wenn überhaupt, Exhalationen auf den Meeresboden. Aus diesem Grund bevorzugen einige Autoren den Begriff „Clastic-dominated zinc lead deposits“, im Gegensatz zu den meistens in Karbonatgesteinen auftretenden Mississippi-Valley-Typ Zink-Blei Lagerstätten, die auch von nicht magmatischen hydrothermalen Becken-Fluiden gebildet werden.

## Bedeutung
SEDEX-Lagerstätten stellen heute die wichtigste Quelle für Blei und Zink dar und decken einen wichtigen Teil des weltweiten Bedarfs an Silber und Kupfer.

## Einzelne Nachweise
1. 1 2  Karen D. Kelley, Robert R. Seal, II, Jeanine M. Schmidt, Donald B. Hoover, and Douglas P. Klein Sedimentary Exhalative Zn-Pb-Ag Deposits, USGS, 1986
2. ↑  Don MacIntyre, Sedimentary Exhalative Zn-Pb-Ag, British Columbia Geological Survey, 1992
3. 1 2 3 4   W.D. Goodfellow, J.W. Lydon. Sedimentary exhalative (SEDEX) deposits. In: Goodfellow, W.D. (Ed.) Mineral deposits of Canada: a synthesis of major deposit types, district metallogeny, the evolution of geological provinces, and exploration methods. Geological Association of Canada Special Publication 5, 163–183, 2007.
4. 1 2 3 4  P. Emsbo, R.R. Seal, G.N. Breit, S.F. Diehl, A.K. Shah. Sedimentary exhalative (sedex) zinc-lead-silver deposit model. In: U.S. Geological Survey Scientific Investigations Report 2010–5070–N, 57 S, 2016. doi:10.3133/sir20105070N
5. 1 2   D. Large, E. Walcher. The Rammelsberg massive sulphide Cu-Zn-Pb-Ba-Deposit, Germany: an example of sediment-hosted, massive sulphide mineralisation|In: Mineralium Deposita, Band 34, S. 522–538, 1999
6. 1 2 3 4 5 6 7 8  J.J. Wilkinson.13.9 Sediment-Hosted Zinc–Lead Mineralization: Processes and Perspectives. In: Geochemistry of Mineral Deposits, Elsevier, v. 13, p. 219–249, 2014.
7. 1 2 3   D.L. Leach, D.F. Sangster, K.D. Kelley et al. Sediment-hosted lead-zinc deposits: A global perspective. In:  J.W. Hedenquist, J.F.H. Thompson. R.J. Goldfarb, and J.P. Richards (eds.) Economic Geology 100th Anniversary Volume 1905–2005 Society of Economic Geologists, Littleton, CO. p. 561–607, 2005
8. 1 2 3 4 5   D. Leach et al. Sediment-hosted lead-zinc deposits in Earth history. In: Economic Geology, v. 105, p. 593–625, 2010.
9. ↑  M.A. McKibben, J.P. Ande, A.E. Williams. Active ore formation at a brine interface in metamorphosed deltaic lacustrine sediments: the Salton Sea geothermal system, California.In: Economic Geology, Band 83, S. 511–23, 1988.
10. ↑  R.R. Large, S.W. Bull, P.J. McGoldrick, G. Derrick, G. Carr, S. Walters. Stratiform and stratabound Zn-Pb-Ag deposits of the Proterozoic sedimentary basins of northern Australia. In: J.W. Hedenquist, J.F.H. Thompson, R.J. Goldfarb, J.P. Richards (Eds.) Economic Geology One Hundredth Anniversary Volume. Society of Economic Geologists, Inc., Littleton, p. 931–963, 2005.